# Europamästerskap i vattenpolo
Europamästerskapet i vattenpolo organiseras av LEN, och spelas för herrar sedan 1926 och sedan 1985 för damer. Herrturneringen ingick åren 1926-1927 i Europamästerskapen i simsport, men sedan 1999 hålls dessa evenemang åtskilda.